# Hiếu Phụng
Hiếu Phụng là một xã thuộc tỉnh Vĩnh Long, Việt Nam.

## Địa lý
Xã Hiếu Phụng có vị trí địa lý:
- Phía đông giáp xã Trung Thành và Trung Ngãi.
- Phía tây giáp xã Hòa Bình.
- Phía nam giáp xã Hiếu Thành và Càng Long.
- Phía bắc giáp xã Trung Hiệp.

Xã Hiếu Phụng có diện tích 42,46 km², dân số năm 2025 là 28.418 người, mật độ dân số đạt 669 người/km².

## Lịch sử
Ngày 16 tháng 6 năm 2025, Ủy ban Thường vụ Quốc hội ban hành Nghị quyết số 1687/NQ-UBTVQH15 về việc sắp xếp các đơn vị hành chính cấp xã của tỉnh Vĩnh Long năm 2025. Theo đó, sắp xếp toàn bộ diện tích tự nhiên, quy mô dân số của các xã Hiếu Phụng, Trung An và Hiếu Thuận thành xã mới có tên gọi là xã Hiếu Phụng.
Sau khi sáp nhập, xã Hiếu Phụng có 42,46 km² diện tích tự nhiên và dân số 28.148 người.

## Hành chính
Xã Hiếu Phụng được chia thành 9 ấp: Hiếu Hiệp, Nhơn Ngãi, Nhơn Nghĩa, Quang Huy, Quang Phú, Quang Thạnh, Tân Huy, Tân Khánh, Tân Quang.